# 刘永业
刘永业（1909年—1997年），男，福建福州人，中华人民共和国政治人物，曾任福建省人大常委会副主任，第五届全国政协委员。

## 家族
來自福州龍山劉氏家族，曾祖劉齊銜，祖父劉學恂，父劉崇偉，為劉崇佑和劉崇傑侄子。